# Autorité du canal de Panama
Pour les articles homonymes, voir ACP.
 (février 2022).
Si vous disposez d'ouvrages ou d'articles de référence ou si vous connaissez des sites web de qualité traitant du thème abordé ici, merci de compléter l'article en donnant les références utiles à sa vérifiabilité et en les liant à la section « Notes et références ».
L’Autorité du canal de Panama (en espagnol : Autoridad del Canal de Panamá), ou ACP est l'agence du gouvernement du Panama responsable de la gestion et de l'exploitation du canal de Panama. L'ACP a remplacé la Commission du canal de Panama, agence panamo-américaine qui gérait le canal, le 31 décembre 1999, lors de la rétrocession du canal par les États-Unis au Panama.

## Responsabilité
L'ACP est établie d'après le titre XIV de la Constitution nationale et a la responsabilité exclusive de l'exploitation, l'administration, la gestion, la préservation, la maintenance et la modernisation du canal.
La loi organique de l'ACP adoptée le 11 juin 1997 donne l'autorité légale pour l'organisation et l'exploitation du canal.

## Organisation

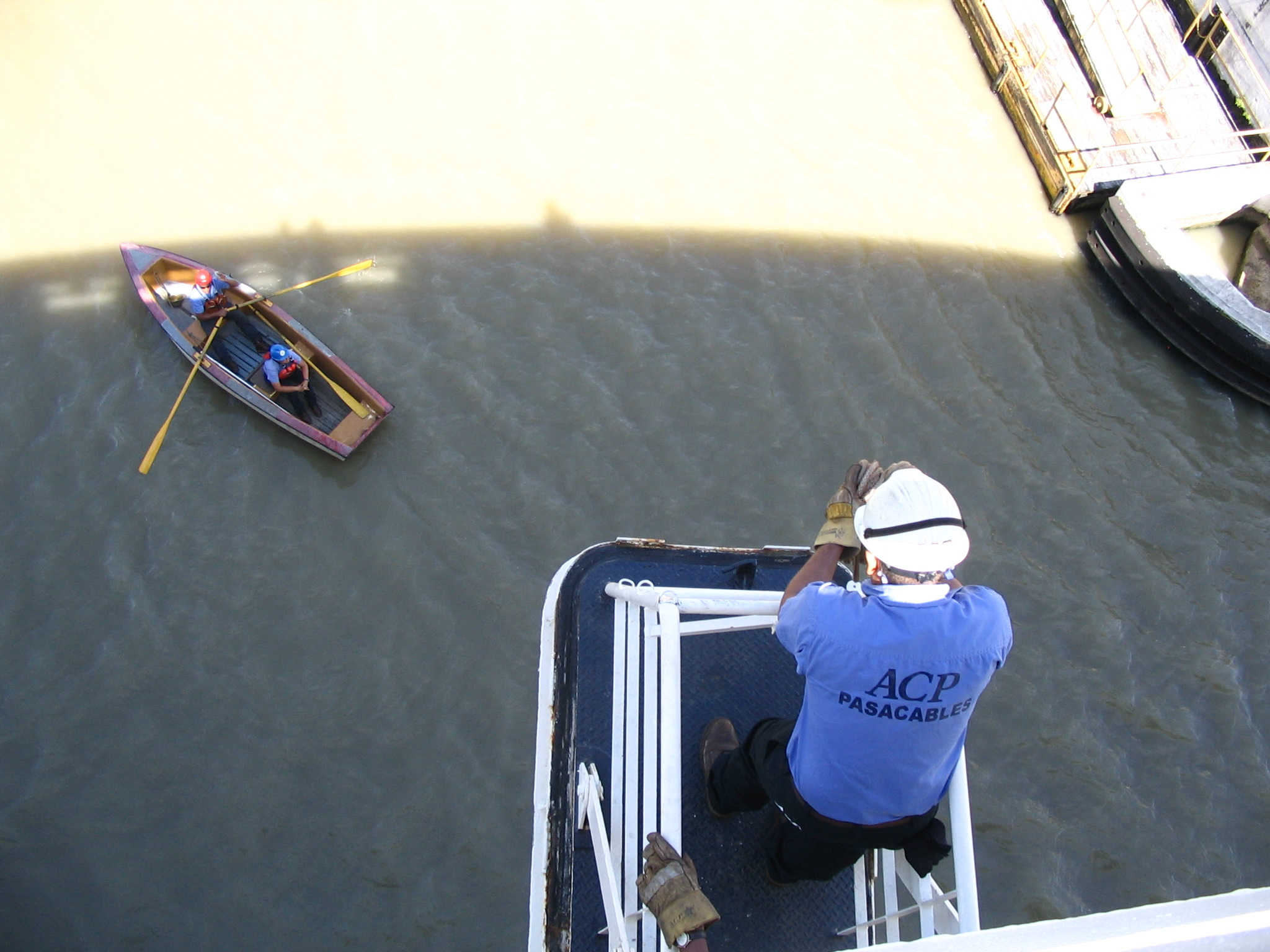
Des employés de l'ACP au travail à l'entrée de l'écluse de Pedro Miguel.

En raison de sa nature unique, l'ACP jouit d'une autonomie financière et de la propriété des bénéfices du canal.
L'ACP est dirigée par un administrateur et un administrateur adjoint, supervisés par une assemblée de directeurs. L'administrateur est le représentant légal de l'Autorité et est responsable de la mise en œuvre des décisions de l'assemblée. Il est nommé pour un mandat de sept ans, renouvelable une fois ; l'administrateur actuel est Ricaurte Vásquez.
L'assemblée des directeurs comprend :
- Neuf membres nommés par le président du Panama, après approbation de l'Assemblée nationale.
- Un directeur est nommé par l'Assemblée nationale.
- Le président de l'assemblée est aussi le ministre pour les Affaires du canal, il est nommé par le président.

La loi définit le canal comme étant un patrimoine inaliénable de la République de Panama ; il ne peut donc pas être vendu ou transféré de quelque manière.

## Sources

### Référence générale
- (en) Cet article est partiellement ou en totalité issu de l’article de Wikipédia en anglais intitulé « Panama Canal Authority » (voir la liste des auteurs).